# The Piano (альбом)
«The Piano» — це двадцять шостий альбом Гербі Генкока.
Як і у Directstep (записаний тижнем раніше), цей альбом був записаний і спочатку вийшов лише в Японії. Генкок записав джазові стандарти «My Funny Valentine», «On Green Dolphin Street» та «Some Day My Prince Will Come», та чотири оригінальні композиції. Усі твори виконуються на фортепіано соло. 

Цей альбом спочатку вийшов суто в Японії і вперше вийшов там на компакт-диску в 1983 році. 2004 року, через 25 років після запису, альбом вийшов з чотирма додатковими альтернативними дублями тієї ж сесії. Це був перший і єдиний (до 2014 року) з японських випусків Генкока, доступних на міжнародному рівні.
| Сторона 1 | Сторона 1                      | Сторона 1                       | Сторона 1  |
| #         | Назва                          | Автор                           | Тривалість |
| --------- | ------------------------------ | ------------------------------- | ---------- |
| 1.        | «My Funny Valentine»           | Richard Rodgers, Lorenz Hart    | 7:42       |
| 2.        | «On Green Dolphin Street»      | Bronisław Kaper, Ned Washington | 3:20       |
| 3.        | «Some Day My Prince Will Come» | Frank Churchill, Larry Morey    | 4:36       |

| Сторона 2 | Сторона 2          | Сторона 2      | Сторона 2  |
| #         | Назва              | Автор          | Тривалість |
| --------- | ------------------ | -------------- | ---------- |
| 1.        | «Harvest Time»     | Herbie Hancock | 4:48       |
| 2.        | «Sonrisa»          | Herbie Hancock | 3:40       |
| 3.        | «Manhattan Island» | Herbie Hancock | 3:56       |
| 4.        | «Blue Otani»       | Herbie Hancock | 3:24       |
| 31:26     |                    |                |            |

| CD Reissue bonus track (Columbia – CK 87083) | CD Reissue bonus track (Columbia – CK 87083) | CD Reissue bonus track (Columbia – CK 87083) | CD Reissue bonus track (Columbia – CK 87083) |
| #                                            | Назва                                        | Автор                                        | Тривалість                                   |
| -------------------------------------------- | -------------------------------------------- | -------------------------------------------- | -------------------------------------------- |
| 8.                                           | «My Funny Valentine» (Take 3)                | Richard Rodgers, Lorenz Hart                 | 6:08                                         |
| 9.                                           | «On Green Dolphin Street» (Take 2)           | Bronisław Kaper, Ned Washington              | 4:04                                         |
| 10.                                          | «Some Day My Prince Will Come» (Take 3)      | Frank Churchill, Larry Morey                 | 5:16                                         |
| 11.                                          | «Harvest Time» (Take 3)                      | Herbie Hancock                               | 5:10                                         |
| 52:04                                        |                                              |                                              |                                              |